# Ramon Calm i Clota
Ramon Calm i Clota   (església de Sant Privat d'en Bas, 23 de desembre de 1896 - Tampico, 1972) fou un mestre i polític català que exercí d'alcalde d'Olot.

## El mestre
Estudià magisteri, entre 1912 i 1916. De primer a l'Institut i després a l'Escola Normal d'aquella mateixa ciutat un cop es restabliren les Escoles Normals.
Obrí una escola privada a Olot, el Col·legi Calm.
El 1926 la Revista d'Olot recull uns articles seus on exposà el pensament pedagògic i les mesures que caldria emprendre per millora l'educació a Olot. També col·laborà a Acció Ciutadana sota el pseudònim "Demòfil".
Home d'idees republicanes i catalanistes secundà el moviment que portà a II República i a la Generalitat republicana. El març de 1931 participà, conjuntament amb Antoni Dot en representació de Concentració Republicana d'Olot, a la Conferència d'Esquerres Catalanes on es fundà Esquerra Republicana de Catalunya.
El juny de 1931 és professor de català al curs de reciclatge per a mestres organitzat a Olot per la Inspecció. Calm també donà classes de català a l'escola Menor de Belles Arts i Oficis olotina.
El setembre de 1935 guanyà les oposicions per ser mestre públic.

## Etapa de la Generalitat republicana
A les eleccions municipals del 12 d'abril es presenta per la candidatura d'Esquerra Republicana i esdevingué regidor i segon tinent d'alcalde. Dirigí la política municipal en temes culturals i fou membre de la Comissió d'Instrucció Pública, del patronat de colònies escolars, de la Junta del Museu i la Biblioteca.
Durant aquest mandat treballà des de dins de l'Ajuntament per la modernització i dignificació de l'Escola d'Art d'Olot.
A les eleccions municipals del gener de 1934 de nou fou regidor d'Esquerra però, ara, a l'oposició. Les eleccions donaren el govern municipal a Defensa Ciutadana, una la candidatura formada per la Lliga, els carlins i els monàrquics.
En la repressió que seguí als Fets del sis d'octubre de 1934 va ser empresonat. Fou posat en llibertat el 1935 en ser absolt en el consell de guerra militar en el fou jutjat.
En les eleccions de febrer de 1936 fou elegit de nou regidor de l'Ajuntament d'Olot.
Amb el cop d'estat del juliol de 1936 i en la revolució paral·lela que s'esdevingué, el 4 d'agost de 1936 Ramon Calm exercí d'alcalde de la ciutat fins al 12 de març de 1937.
El 1937 era nomenat delegat regional de Primer Ensenyament de les escoles de la Generalitat a les comarques de l'Alt Empordà, Baix Empordà, Garrotxa, Gironès i Selva.

## L'exili
Al final de la guerra, Ramon Calm, el 1939, entrarà a França instal·lant-se a Montpeller. Des d'allà va poder marxar a Mèxic on treballà de mestre al Colegio Cervantes, a la ciutat de Tampico (estat de Tamaulipas). Aquest centre era un dels creats pel Patronato Cervantes. Institució que, dirigida per Joan Roure Parella, tenia cura de la creació de col·legis creats i dirigits per mestres republicans exiliats.
Les seves conviccions sobre la llibertat i la democràcia el portaren a subscriure, el 1968, el manifest contra la invasió de Txecoslovàquia per part de les tropes del Pacte de Varsòvia per esclafar l'anomenada Primavera de Praga.
Ramon Calm, ja jubilat, va morir a Tampico el 1972.